# Egzekutor (książka)
Egzekutor – książka napisana przez Stefana Dąmbskiego (byłego żołnierza Armii Krajowej) w formie spowiedzi z przesłaniem, że wojna niszczy każdego człowieka, wydana w 2010 przez Ośrodek Karta.

## Treść
Treść książki stanowią wspomnienia autora dotyczące II wojny światowej. Stefan Dąmbski jako partyzant należący do Armii Krajowej działał na Podkarpaciu zajmując się w czasie wojny przede wszystkim wykonywaniem wyroków śmierci, a w okresie powojennym akcjami odwetowymi przeciwko ludności ukraińskiej oraz walką z władzą ludową. Zabijał z zimną krwią Niemców, Ukraińców oraz funkcjonariuszy nowej władzy. Książka stanowi rozliczenie z tym właśnie okresem w życiu autora i została przez niego podsumowana cytatem:

Przez lata po zakończeniu wojny próbowałem analizować siebie samego i w końcu uznałem, że doszedłem do tego zwierzęcego stadium głównie przez moje wychowanie w młodych latach – w atmosferze do przesady patriotycznej.

Stefan Dąmbski swoje wspomnienia napisał przebywając na emigracji w Stanach Zjednoczonych Ameryki. Pisał je od lat 70. XX wieku, a zakończył przed popełnieniem samobójstwa w 1993. Fragmenty jego wspomnień ukazały się w 1997 w kwartalniku Karta.

## Recenzje
Wiarygodność wspomnień Stefana Dąmbskiego zawartych w Egzekutorze kwestionują środowiska żołnierzy Armii Krajowej, którzy przytaczają wiele fragmentów wspomnień, w których autor mija się z prawdą. Treść wszystkich głosów opublikowana została wraz z komentarzem historyka Grzegorza Ostasza w książce, w rozdziale pt. Wokół Egzekutora.

Dla profesora Andrzeja Ledera interesujący jest fragment dotyczący reakcji autora na stanowisko partyzantów z jego oddziału związane z wkroczeniem Armii Czerwonej do Polski i ustanowieniem nowej władzy. Otóż, wielu partyzantów z jego oddziału 

uważa, że nasze zadanie jest już wykonane, że czas przejść do cywila, pokończyć szkoły i zabrać się do uczciwej pracy.

 U autora te słowa budzą zdziwienie, wręcz przerażenie.